# لويس ميغيل راميس
لويس ميغيل راميس (بالإسبانية: Luis Miguel Ramis) هو لاعب كرة قدم ومدرب كرة قدم إسباني في مركز الدفاع، ولد في 25 يوليو 1970 في طركونة في إسبانيا. شارك مع منتخب كاتالونيا لكرة القدم. أما مع النوادي، فقد لعب مع خيمناستيك طركونة وديبورتيفو لاكورونيا وراسينغ سانتاندير وراسينغ فيرول وريال مدريد كاستيا وريال مدريد ونادي إشبيلية ونادي تينيريفي ونادي سان سباستيان دي لوس رييس.